# 伊圖阿蘇

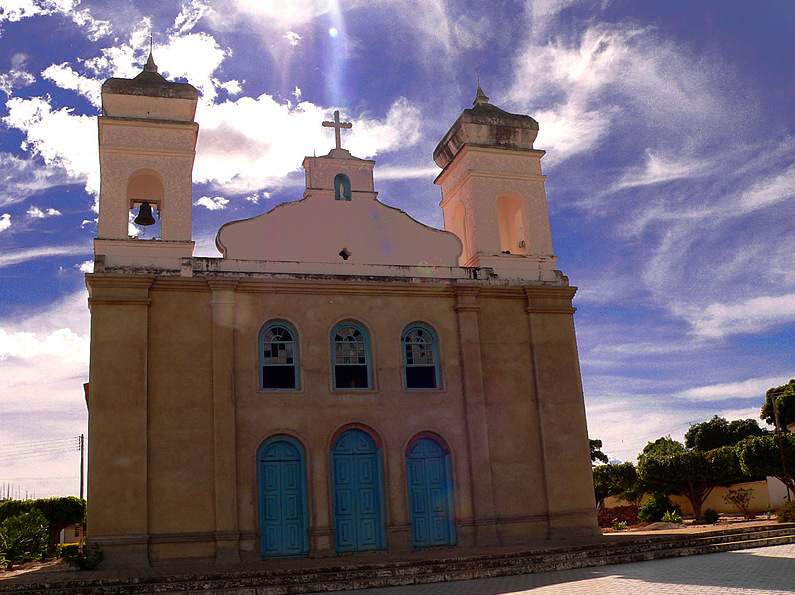
伊圖阿蘇當地的教堂

伊圖阿蘇（葡萄牙語：Ituaçu）是巴西的城鎮，位於該國東北部，由巴伊亞州負責管轄，距離首府薩爾瓦多530公里，始建於1897年8月26日，面積1,216平方公里，海拔高度520米，2010年人口18,127，人口密度每平方公里14.91人。